# Shiryō

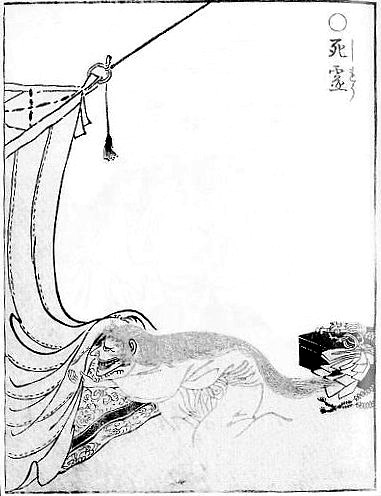
Der Shiryō, wie er in Sekiens Gazu Hyakki Yagyō dargestellt ist.

Ein Shiryō (死霊; „Toter Geist “) ist ein fiktives Wesen der japanischen Folklore aus der Gruppe der Yūrei. Er gilt als bösartig und ist für seine Heimtücke gefürchtet.

## Beschreibung
Der Shiryō ist ein Geist, der dann erscheinen soll, wenn ein Exorzismus fehlschlägt. Er soll aber auch durch eine fehlerhafte Beschwörung entstehen können. Für gewöhnlich wechselt der Geist eines Verstorbenen ins Jenseits über. Ein Geist aber, der dem Körper durch unsachgemäßen Exorzismus oder durch schwarzmagische Beschwörung gewaltsam entrissen wurde, kann angeblich in der Menschenwelt bleiben und unter diesen Umständen böse werden. Da er zunächst nicht sichtbar ist, wird er zunächst auch nicht sofort bemerkt. Der Shiryō soll sich zunächst an ein auserwähltes Opfer klammern und dann warten, bis dieses tief und fest schläft. Dann nistet sich der Geist im Körper des Opfers ein und zehrt im Verlauf der nächsten Zeit an dessen Lebensenergie. Ist das Opfer ausreichend geschwächt, treibt es der Shiryō erst in den Wahnsinn, dann in den Selbstmord, um danach noch den Geist des Opfers zu verfolgen und zu attackieren. Dem Opfer selbst erscheint der Shiryō meist in Gestalt desjenigen, dessen Geist gewaltsam entrissen worden war, oder in Gestalt eines jüngst verstorbenen Familienmitgliedes.

## Hintergrund
Der Shiryō steht den Yūrei (幽霊; „Gespenst“) sehr nahe und wird oft mit ihnen verwechselt oder gleichgestellt. Doch im Gegensatz zu den Yūrei, die ihre Opfer „lediglich“ verfolgen und belästigen, kann der Shiryō lebenden Menschen sehr gefährlich werden. In modernen Horrorfilmen werden oft rachsüchtige und gewalttätige Geister porträtiert, die gerne den Yūrei zugeordnet werden, aber eigentlich strenggenommen dem Shiryō entsprechen. Prominente Beispiele sind unter anderem die Charaktere Sadako aus dem Film Ringu von Kōji Suzuki aus dem Jahr 1998 und Kayako aus dem Horrorklassiker Ju-on von Takashi Shimizu aus dem Jahr 2000. Beide Charaktere (weiblich) lassen sich zunächst den Yūrei zuordnen (Stalking → Heimsuchung). Doch deren gewalttätiges Verhalten gegenüber ihren Opfern entspricht eher dem der Shiryō (Kraftraub → Besessenheit → Suizid/Tötung durch den Geist). Auch der Umstand, dass die Rachegeister die Gestalt jüngst gewaltsam verstorbener Familienangehöriger annehmen, bestärkt eine Zuordnung zu den Shiryō.
Eine bekannte Abbildung eines Shiryō erscheint bereits in dem Sammelband Gazu Hyakki Yagyō (画図百鬼夜行; Bilderbuch der Nachtparade der 100 Dämonen) von Toriyama Sekien aus dem Jahr 1776. Sekien hat seiner Darstellung keine erklärende Bildbeschreibung beigefügt. Offensichtlich war das Wesen zu seiner Zeit schon so bekannt und im Volksglauben verbreitet, dass er sich wohl dachte, es bedürfe keiner Erklärung. Dennoch liefert das Bild Informationen über die Natur der Shiryō: Der Geist entweicht verstreut herumliegenden Exorzismus-Utensilien, die offenbar fahrlässigerweise nicht sachgerecht weggeschlossen wurden. Auch die „Geisterbox“ wurde offenbar nicht ausreichend versiegelt und steht einen Spalt offen. Nun pirscht sich der Shiryō an das Bett des auserkorenen Opfers heran und lupft bereits den Bettvorhang.